# 골짜기의 백합

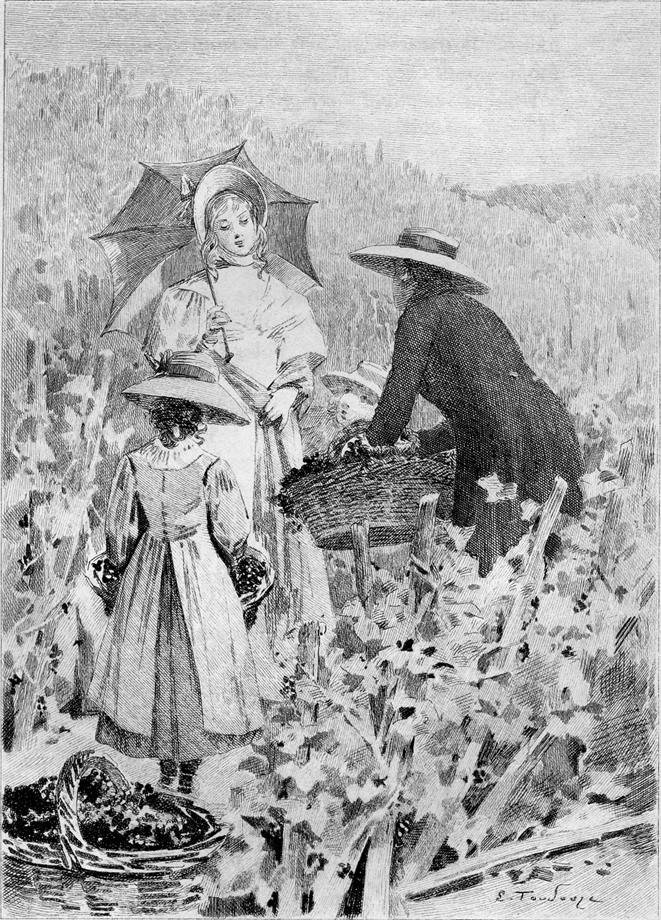

《골짜기의 백합》(Le Lys dans la vallée, The Lily of the Valley)은 오노레 드 발자크의 1835년 장편소설이다.
인생에 환멸을 느끼면서도 마음속 깊이 끝없는 꿈을 쫓는 ‘30대 여성’이란 전형(典型)은 발자크가 가장 좋아한 대상이었다. 이러한 기호는 청년시대의 애인 베르니 부인에 의하여 마음 깊이 심어진 것이다. 실제로 작중인물 페릭스의 유년시대에 겪은 일은 자전적인 요소가 보이고 모르소프 부인에 대한 페릭스의 열렬한 첫사랑은 베르니 부인에 대한 발자크의 최초의 연정을 엿볼 수 있다.
작중인물의 심상(心象) 풍경을 이루는 ‘몽바종에서 시작하여 루아르강(江)에서 그치는 작은 계곡’도 그가 잘 알고 있고 애호한 곳이다. 이야기는 연상의 유부녀에 대한 소년의 사모에서 시작하여 애인의 죽음으로 끝나는 것이며, 이 작품의 뛰어난 특징은 인간정신의 형성에 있어서 소년기의 감정생활이 얼마나 큰 영향을 미치게 되는가 하는 문제가 훌륭하게 추구되어 있다는 점이다.